# 유쾌한 샐러리맨
〈유쾌한 샐러리맨〉은 대한민국의 가수 이용의 노래이다. 1982년 드라마 대표곡 이용《유쾌한 샐러리맨》에 실린 노래이다.

## 이용의 유쾌한 샐러리맨 리메이크곡들
- 원래는 리메이크곡 가수들 걸스데이 시크릿 리메크곡하였다.

## 같이 보기
- 이용